# アレクサンドル・ガウク
アレクサンドル・ヴァシーリエヴィチ・ガウク（ロシア語: Алекса́ндр Васи́льевич Га́ук, ラテン文字転写: Aleksandr Vassilievich Gauk, 1893年8月15日 オデッサ - 1963年3月30日 モスクワ）は、ウクライナ出身のソビエト連邦の指揮者・作曲家。エフゲニー・ムラヴィンスキーやアレクサンドル・メリク＝パシャーエフ、コンスタンチン・シメオノフ、エドゥアルド・グリクロフ、ニコライ・ラビノヴィチ、エフゲニー・スヴェトラーノフ、ゲンナジー・プロヴァトロフらとともに、戦後のソ連楽壇において指導的役割を果たした。

## 人物・来歴
本人の回想によると、最初の音楽体験は、軍楽隊や、母親がピアノで伴奏しながら歌っているのを聞いたことであるという。7歳でピアノを始める。17歳でサンクトペテルブルク音楽院に進学し、アレクサンドル・グラズノフやワシーリー・カラファーティ、ヤーセプス・ヴィートリス、ニコライ・チェレプニンならびにフェリックス・ブルーメンフェリトに師事した。在学中に教師に連れられ、ドビュッシーやリヒャルト・シュトラウス、ニキシュが指揮する様子を見学したという。1912年に学生オーケストラを指揮して初めて指揮を経験し、1917年10月1日にペトログラード音楽演劇劇場において、チャイコフスキーのオペラ『チェレヴィチキ』の公演により、職業指揮者として初舞台を踏んだ。1920年代は大半をマリインスキー劇場バレエ団の指揮者として過ごし、バレリーナのエレーナ・ゲルトと結婚した。
1930年から1934年までレニングラード・フィルハーモニー交響楽団の首席指揮者を務め、その間1931年11月6日に、同楽団を指揮して、ショスタコーヴィチの交響曲第3番『メーデー』作品20を初演した。1932年よりモスクワで活動し、1936年から1941年まで、新設された放送管弦楽団（後のソヴィエト国立交響楽団）の首席指揮者に迎えられた。1941年から1943年までの2年間は、トビリシ音楽院で教鞭を執り、グルジア国立交響楽団を再生させた。1943年にモスクワ音楽院の資料室において、ラフマニノフの交響曲第1番ニ短調のパート譜を発見し、散逸した総譜を再構成することに成功した。1953年から1961年までモスクワ放送交響楽団の音楽監督を務めている。日本へは1958年に来日している。

## 音楽
チャイコフスキーやムソルグスキーの管弦楽曲を得意としたが、アレンスキーやプロコフィエフ、ハチャトゥリアン、ショスタコーヴィチなどの作品も演奏・録音した。厖大な数の録音を遺したにもかかわらず、入手できる音源は限られている。作曲も手懸け、交響曲や室内楽曲、ピアノ曲を遺した。未完に終わったが、自叙伝も執筆していた。